# Alpine Skiweltmeisterschaften 1958
Die 15. Alpinen Skiweltmeisterschaften fand vom 2. bis 9. Februar 1958 in Bad Gastein in Österreich statt. Die Eröffnung gab es schon am Abend des 1. Februar 1958 am Festplatz (den „Poserplatz“) durch den österreichischen Unterrichtsminister Heinrich Drimmel und dem Präsidenten der FIS, Marc Hodler.

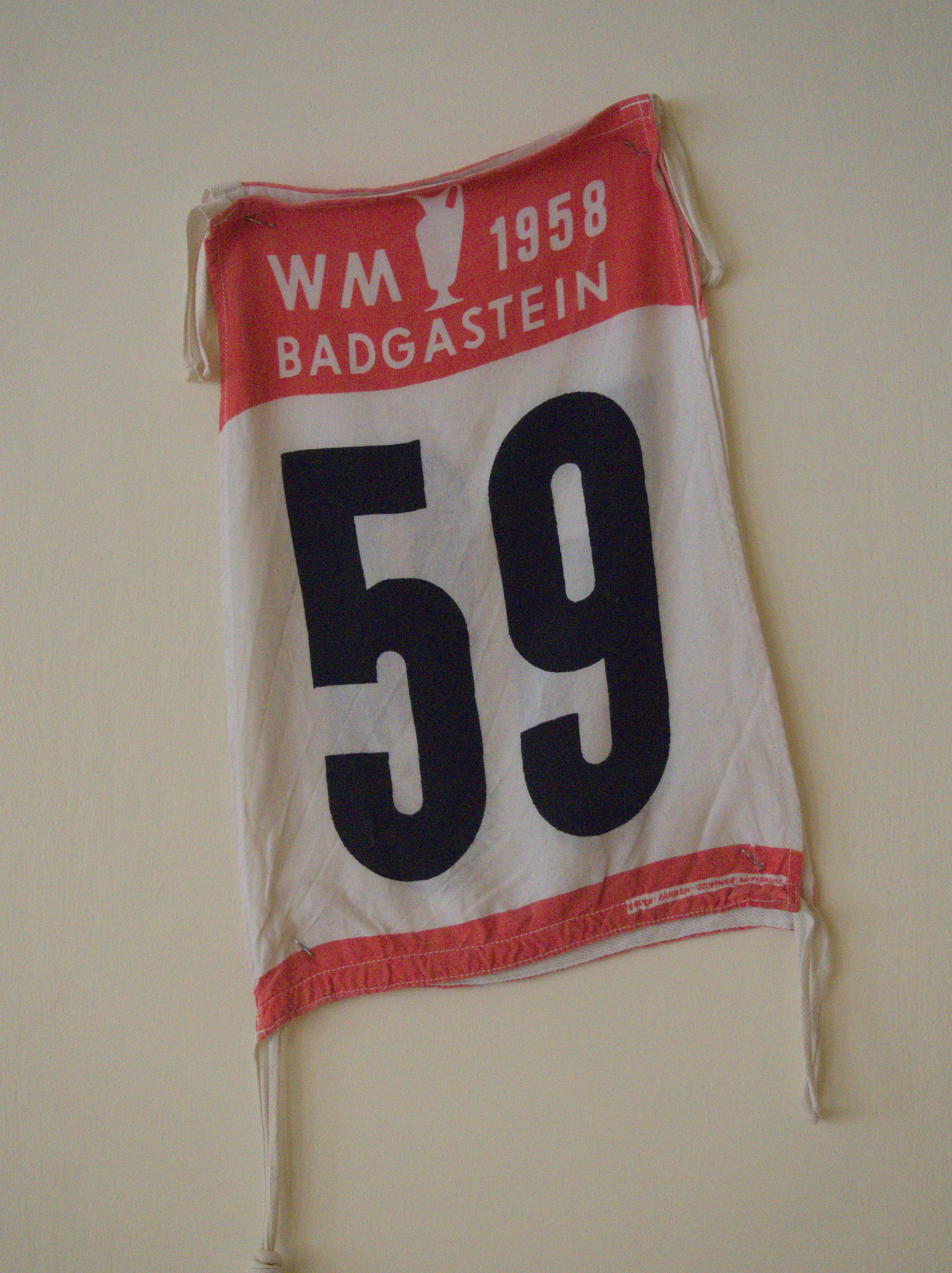
Startnummer von der Weltmeisterschaft, ausgehängt im Hotel Mozart in Bad Gastein

25 Schulkinder aus Bad Gastein trugen die Schilder mit den Namen der Nationen (sie wurden daher als „Gasteiner Taferlbuben“ apostrophiert). 175 Athletinnen/Athleten mit fast 100 Betreuerinnen/Betreuern nahmen an den Weltmeisterschaften teil.

## Zuschlag
Beim 20. FIS-Kongress in Montreux wurde am 2. Juni 1955 die Durchführung an Bad Gastein übertragen. Es gab eine überraschende Stimmenmehrheit von 39 bei 54 Stimmen, wobei die restlichen 15 Stimmen an Frankreich mit seinem Kandidaten Chamonix gingen. Deutschland hatte seine Bewerbung für Garmisch-Partenkirchen zurückgezogen, als bekannt wurde, dass die Weltmeisterschaften getrennt nach alpinen und nordischen Bewerben durchgeführt werden.

## Der Veranstalterort
Bad Gastein war (und ist) Österreichs größter Kurort. 1958 waren zu gewöhnlichen Zeiten 6000 Fremdenbetten ausgewiesen.

## Organisation
Der frühere Mathematikprofessor Friedl Wolfgang, in den 1920er-Jahren selbst erfolgreicher Abfahrer, und zu jenem Zeitpunkt (1958) auch Vorsitzender des Abfahrts- und Slalom-Komitees der FIS und eine Persönlichkeit, die die Entwicklung des alpinen Skirennsports von allem Anfang an mitgemacht hatte, stand den Bad Gasteiner Organisatoren als «directeur sportif» zur Verfügung. Er zählte nicht nur in organisatorischer Hinsicht, sondern auch in rein technisch-fachlicher Beziehung zu den größten Kennern des alpinen Rennsports. Vielleicht noch nie zuvor, war eine Alpine Skiweltmeisterschaften mit solcher Gründlichkeit konzipiert und mit einem derartigen Aufwand an Zeit und Geld vorbereitet worden. Der Pressedienst übertraf alles, was man in den letzten Jahren diesbezüglich an Welt-, Europameisterschaften und Olympischen Spielen vorgesetzt bekommen hatte. Schon seit Monaten war ausführlich über alle Maßnahmen berichtet worden. Staat, Bundesheer (zwei Kompagnien standen in ständigem Einsatz und ein Bataillon war in Reservestellung) und Polizei halfen, wo es ging. Allein im Jahre 1958 waren dem Veranstalter staatliche Zuschüsse von nahezu 2 Mio. Schilling zugekommen (damaliger Umrechnungskurs ca. etwas mehr als 8 Schilling für einen Schweizer Franken und bei 7 Schilling für eine Deutsche Mark). Die Vorbereitungen wurden am 28. und 29. Januar abgeschlossen; es war auch ein Fernsehsendeturm für das Relais der Eurovisionssendungen erstellt.
Der Besucherandrang übertraf alle Erwartungen, die Zuschauer reisen in Sonderzügen an. Die Kapazität des Liftes hinauf zu den Strecken reichte nicht mehr aus, viele Zuseher mussten von der Talstation bis zum Berg zu Fuß gehen, allein bei der Abfahrt der Herren wurden offiziell 60.000 Zuschauer angegeben.

### Vorbereitungen
Der schwedische Abfahrtsexperte der FIS, Bibbo Nordenskiöld, ließ angesichts der zu Hunderten auf die Trainingspisten drängenden Zuschauer die wirklichen Abfahrtsstrecken noch besser bezeichnen, indem bei den Herren die Zahl der Kontrolltore auf 17, bei den Damen auf 26 erhöht wurden.

## Sportliche Geschehnisse

### „Vorweltmeisterschaften“ 1957
Am 23. Januar 1957 hatte es eine als „Vorweltmeisterschaften“ bezeichnete Generalprobe in Form eines Abfahrtslaufes gegeben, bei dem Carla Marchelli vor Lucille Wheeler und Frieda Dänzer bzw. Mathias Leitner vor Andreas Molterer und Toni Sailer gewonnen hatten.

### Aktuellere Aktivitäten
Schon am 21. Januar begannen mehrere Nationalteams mit dem Training am Veranstaltungsort, am 26. Januar wurde als Vorbereitung (ein jedoch wegen Fehlens mehrerer Klasseläufer eher nur als »besseres Training« zu betrachtender) Riesenslalom in Saalfelden gefahren, wobei Josefine Frandl vor der Italienerin Schenone und Anne Heggtveit bzw. Toni Sailer vor Roger Staub und Josef Rieder die ersten drei Plätze belegten.

### Einschätzungen der Favoriten
Damen:

Bei den Schweizerinnen ruhten die Hoffnungen auf den Schultern von Renée Colliard, die mit ihrem sensationellen Comeback in Kitzbühel auf eine erfolgreiche Slalom-Titelverteidigung hoffen ließ (bekanntlich wurde nichts daraus, denn sie stürzte dann im Weltmeisterschafts-Slalom schwer). Frieda Dänzer galt dank ihrer konzentrierten Vorbereitung, ihrem Können und ihrer Routine als Co-Favoritin in allen Disziplinen, wobei sie im Riesenslalom und in der Abfahrt unter den Ersten zu finden sein sollte. Annemarie Waser, die in Bad Gastein ihren 18. Geburtstag hatte, wurde deshalb genannt, weil sie sich in Kitzbühel als Slalom- und Riesenslalom-Spezialistin von internationalem Format behauptet hatte. Liselotte Michel sollte in diesen beiden Disziplinen ebenfalls auf vorderste Plätze gelangen.
Bei den Österreicherinnen wurden Hilde Hofherr (Grindelwald-Siegerin), «Putzi» Josefine Frandl, die Slalomspezialistin Lotte Blattl und auch Thea Hochleitner genannt.
Die Italienerinnen hatten durch die erlittene Verletzung von Carla Marchelli einen schweren Schlag erlitten; selbst wenn sie wieder starten konnte, sollte sich ihre Zwangspause bemerkbar machen. Vera Schenone hatte sich in Saalfelden in Erinnerung gerufen.
Von den Französinnen sollten Thérèse Leduc und Danièle Télinge für Spitzenleistungen gut sein. Die Amerikanerinnen (Sally Deaver, Nonie Foley, Mady Springer-Miller und Betsy Snite), die sich ständig verbessert hatten, wurden als vielversprechendes Quartett bezeichnet. Zu den engsten Favoritinnen gehörten auch die Kanadierinnen Lucile Wheeler (vor allem in der Abfahrt) und Anne Heggtveit.
Vom stark zurückgefallenen deutschen Team wurden nur Sonja Sperl gute Ränge eingeräumt. Bei den Norwegerinnen wurden Berit Stuve, Astrid Sandvik und Marit Haraldssen wegen deren aufsehenerregenden Leistungen in Kitzbühel erwähnt, während die letztliche Slalom-Weltmeisterin Inger Björnbakken keine Nennung fand.
Den Vertreterinnen der Oststaaten wurden Platzchancen eingeräumt.
Konkret hatten die aktuell im Januar 1958 gefahrenen Bewerbe („SDS-Rennen“ von Grindelwald, Kitzbühel) Top-Plätze und Siege für den ÖSV durch Josefine Frandl, Hilde Hofherr und Thea Hochleitner gebracht, die übrigen Siege und Top-Drei-Platzierungen waren an Frieda Dänzer, Carla Marchelli, Annemarie Waser, Renée Colliard, Berit Stuve, Thérèse Leduc und Astrid Sandvik gegangen.
Herren:

Die Hauptfavoriten waren die Österreicher, wenngleich am 5./6. Januar in Adelboden mit den Erfolgen von Charles Bozon (vor Ernst Hinterseer und Georges Schneider im Slalom) und Roger Staub (vor Mathias Leitner und Bozon im Riesenslalom) keine österreichischen Siege zu verzeichnen gewesen waren. Am Lauberhorn hatte es jedoch mit Toni Sailer in der Abfahrt und Josef Rieder im Slalom wieder Siege gegeben (wenngleich der Kombi-Erfolg an Buddy Werner ging). Noch mehr hatte es am Hahnenkamm mit jeweils Doppelsiegen eine drückende Österreicher-Überlegenheit gegeben. Im von Vital Renggli als Delegationschef begleiteten Schweizer Team wurde Roger Staub «als stärkste Waffe im Kampf mit der Weltklasse» genannt, weil er nebst seinen bisherigen Stärken im bisherigen Winter durch seine Fortschritte im Slalom verblüfft hatte. Die Routine und Zuverlässigkeit es Ex-Weltmeisters Georges Schneider gaben ihm einen festen Platz im Slalom, ebenso wie in der Abfahrt für Willy Forrer wegen seiner ausgezeichneten Resultate in Wengen und Megève.
Bei den Franzosen hatten Charles Bozon und Guy Périllat einen Formanstieg erkennen lassen, Adrien Duvillards Klasse immer für eine Medaille gut war, während Bonlieu viele Wünsche offen gelassen hatte.

Die Experten hoben außerdem «Bud» Wallace Werner (einen US-Army-Gefreiten), den japanischen Studenten Chiharu Igaya (immerhin Slalom-Silber Olympia 1956) und den Italiener Bruno Alberti (er hatte sich in diesem Winter als vorzüglicher Abfahrer empfohlen) hervor. Seitens des DSV wurde Benedikt Obermüller als Slalom-Routinier genannt, während bezüglich Fritz Wagnerberger, der sich in Kitzbühel verletzt hatte, ein Fragezeichen stand.
Über die Konkurrenten aus den übrigen Nationen (Norwegen, Bulgarien, Tschechoslowakei usw.) wurde vorausgesagt, dass sie von der beschränkten Teilnehmerzahl dahingehend zu profitieren vermöchten, als sie in der Kombination unter die ersten Zahn vorrücken könnten, für Medaillen indessen kaum in Frage kämen.

### Weitere Anmerkungen zu den Erfolgsaussichten des DSV
Die Erfolgsaussichten des DSV waren eher gering: Wohl hatten Marianne Seltsam am 27. März 1957 den Slalom, Hannelore Basler einen Tag danach den Riesenslalom im Rahmen des »Großen Preises von Madrid« in Navacerrada gewonnen, war dort Hanspeter Lanig im Riesenslalom Zweiter geworden, jedoch waren dies Rennen zum Saisonausklang gewesen.

### FIS-Wertungen vor den Weltmeisterschaften
Von der FIS wurden knapp vor Beginn der Weltmeisterschaften Sailer in der Abfahrt und im Riesenslalom sowie Molterer im Slalom bzw. Marchelli als beste Abfahrts- und Colliard als beste Slalomläuferin fixiert.

### Andere Ranglisten
In einer von der »Arbeiterzeitung Wien« zu Saisonende 1957 erstellten Wertung, bei denen die Sieger jeweils 100 Punkte erhielten, war Carla Marchelli die überragende Läuferin, die bis auf den Slalom (wo sie Rang 6 einnahm), überall voran lag (in der Gesamtwertung hatte sie auf die Zweitplatzierte Thea Hochleitner einen Vorsprung von 10,8 Punkten). Bei den Herren siegte überraschend Rieder, der am gleichmäßigsten war, während die Abfahrt an Toni Sailer und der Slalom an Ernst Hinterseer ging. Für den Riesenslalom gab es bei den Herren keine Wertung, weil nur ein mit allen Assen besetztes Rennen gefahren worden war.

### Verletzungen im Training und in den Rennen
Bei den Trainings zogen sich mehrere Läufer nach Stürzen Verletzungen zu, welche ihnen eine Teilnahme an den Championats unmöglich machte. Am 30. Januar erlitt Rupert Suter (geb. 23. Juni 1934, Stoos) aus der Schweiz einen Schienbeinbruch. Zuvor waren schon der sowjetische Läufer Talianow und Lennart Foytmeier, der beste des schwedischen Teams, mit einer Knieverletzung ausgefallen; für Suter nominierte der Schweizer Verband Fredy Brupbacher. Am 1. Februar brach sich die französische Läuferin Thèrèse Leduc den rechten Unterschenkel; während der Weltmeisterschaften wurde die Schweizer Mitfavoritin Renée Colliard am 3. Februar im Slalom vom Schicksal ereilt (Bänderzerrung im linken Fußgelenk und Seitenbandzerrung im linken Kniegelenk). Im Herren-Riesenslalom kam der mit Startnummer 13 ins Rennen gegangene Franzose Charles Bozon im steilen Schlusshang zu Sturz. Es wurde eine Verletzung an der Wirbelsäule konstatiert und er wurde mit dem Hubschrauber ins UKH Salzburg geflogen.

### Limitierung der Teilnehmerzahl
Pro Land durften nur sechs Teilnehmer (je Geschlecht) gemeldet werden, wovon vier in jeder Disziplin eingesetzt werden durften.

### Eröffnung, Siegerehrungen, Schlussfeier
Die Eröffnung am 1. Februar und die Schlussfeier am 9. Februar war um 20.30 Uhr festgelegt. Die Siegerehrungen fanden ebenso um 20.30 Uhr statt (bis auf jene für den Damen-Riesenslalom und die Abfahrt der Herren, welche am 9. Februar schon um 20 Uhr begannen). Für beide Slaloms gab es diese am 4. Februar, für den Herren-Riesenslalom und die Damen-Abfahrt war es der 6. Februar. Zur Schlussfeier war auch der österreichische Bundespräsident Adolf Schärf angereist. FIS-Präsident Mark Hodler hielt die Schlussrede und bedachte dabei die Gemeinde Badgastein und alle Verantwortlichen mit großem Lob für die hervorragend organisierte und bestens betreute Veranstaltung.

## Sportliche Rückblicke

### «Sport Zürich»-Rückblick voll des Lobes
Der dazu in Nr. 17 vom 10. Februar 1958, S. 1 und 2, gestaltete Artikel begann bereits mit der Überschrift «Die grandiosesten alpinen Weltmeisterschaften in der Geschichte der FIS». Hinsichtlich der Organisation wurden die Herrichtung der Strecken, die Sicherheitsmaßnahmen, Sanitätsdienste und die riesige Nachrichtenorganisation hervorgehoben.
Am sportlichen Sektor habe vor allem der Herren-Abfahrtslauf alles Bisherige einschließlich Olympia 1956 bei weitem in den Schatten gestellt. Der alpine Skikampfsport habe ein optimales Niveau erreicht. Auch der Damen-Riesenslalom war unübertrefflich gewesen. Hatte es bisher drei oder vier Fahrerinnen gegeben, die im Kampf um den Titel ausgeglichene Leistungen geboten hatten, sah man in Bad Gastein ein Dutzend Damen aus Europa und Amerika, die hinreißend schön, schnell und sicher fuhren. Es habe auch (bis auf den Herren-Riesenslalom) in den Gold-Entscheidungen knappere Ergebnisse gegeben. Die Dominanz der österreichischen Herren gegenüber Cortina habe zwar abgenommen, was aber auch an der Startbeschränkung lag. Mit der Leistung der ÖSV-Damen durften die Gastgeber weniger zufrieden sein. Der Schweizer Gesamterfolg mit sieben Medaillen und zwei vierten Plätzen darf sich sehen lassen. Die größte Überraschung war bestimmt Inger Bjørnbakken mit ihrem Slalomsieg, auch Lucille Wheeler’s zwei Goldmedaillen (dazu Kombinationssilber) hätten sensationell gewirkt. Diese von den nicht alpenländischen Fahrerinnen erzielten Ergebnisse seien eines der interessantesten Resultate von Bad Gastein. Mit Pech war „Bud“ Werner ausgestattet, der (nach zwei Bewerben in der Kombination auf Rang vier liegend) im letzten Tor der Abfahrt zu Fall gekommen ist.
Zum doch eher enttäuschenden Resultat der ÖSV-Damen schrieb Martin Maier in der „Arbeiterzeitung Wien“ am 11. Februar 1958 (Seite 12, Spalte 4 – im zweiten Absatz nach der Überschrift „Holmenkollen und Badgastein“), dass »dies nicht nur am mangelnden Niveau des österreichischen Frauenskilaufs« gelegen sei, sondern »mangelhafte Betreuung, falsche Aufstellungen, hervorgerufen durch Machtkämpfe einander befehdender Gruppen, der ungünstige Einfluss aus den Kreisen der Skifabrikanten zu diesem Debakel beigetragen haben«.

### Anmerkung zu den Siegen von Bjørnbakken und Wheeler
Der Sieg von Inger Bjørnbakken im Slalom war eine relative Überraschung, denn die Norwegerin hatte bereits am 15. März 1957 bei den »Internationalen Skimeisterschaften der USA« in Stowe Rang 2 belegt und eine Woche später jenen beim »Harriman-Cup« in Sun Valley gewonnen. Auch Lucille Wheeler hatte schon in den letzten beiden Jahren Top-Plätze erreicht, als sie am 14./15. Januar 1956 Zweite in der Hahnenkamm-Abfahrt und -Kombination geworden war und das Jahr später (19./20. Januar 1957) sowohl die genannte Abfahrt als auch die Kombination gewonnen hatte (und im Vorjahr hier in Badgastein Zweite war).

## Männer

### Abfahrt
| Platz | Land | Sportler             | Zeit (min) |
| ----- | ---- | -------------------- | ---------- |
| 1     | AUT  | Toni Sailer          | 2:28,5     |
| 2     | SUI  | Roger Staub          | 2:30,4     |
| 3     | FRA  | Jean Vuarnet         | 2:32,3     |
| 4     | SUI  | Willi Forrer         | 2:32,7     |
| 5     | FRA  | Adrien Duvillard     | 2:33,5     |
| 5     | AUT  | Mathias Leitner      | 2:33,5     |
| 5     | AUT  | Andreas Molterer     | 2:33,5     |
| 8     | AUT  | Josef Rieder         | 2:33,9     |
| 8     | FRA  | François Bonlieu     | 2:33,9     |
| 8     | FRA  | Guy Périllat         | 2:33,9     |
| 11    | SUI  | Roland Bläsi         | 2:34,8     |
| 12    | ITA  | Bruno Milianti       | 2:36,2     |
| 13    | ITA  | Bruno Alberti        | 2:37,0     |
| 14    | BRD  | Ludwig Leitner       | 2:37,9     |
| 15    | JPN  | Chiharu Igaya        | 2:38,3     |
| ...   |      |                      |            |
| 17    | SUI  | Fredy Brupbacher     | 2:39,7     |
| 18    | ITA  | Gino Burrini         | 2:40,0     |
| 20    | BRD  | Benedikt Obermüller  | 2:41,1     |
| 21    | NOR  | Asle Sjåstad         | 2:41,8     |
| 22    | BUL  | Georgi Dimitroff     | 2:42,1     |
| 23    | ČSR  | Henrich Kurz         | 2:42,3     |
| 25    | POL  | Włodzimierz Czarniak | 2:43,2     |
| 26    | ITA  | Bruno Burrini        | 2:43,5     |
| 27    | DDR  | Eberhard Riedel      | 2:44,8     |
| 27    | CAN  | John Platt           | 2:44,8     |
| 29    | DDR  | Karl Süß             | 2:45,3     |
| 30    | DDR  | Werner Lützdorf      | 2:45,9     |
| 31    | CAN  | John Semmelink       | 2:46,3     |
| 32    | URS  | Alexandr Filatow     | 2:47,0     |
| 34    | DDR  | Ernst Scherzer       | 2:47,7     |
| 37    | USA  | Wallace Werner       | 2:48,7     |
| 41    | SWE  | Rolf Olsson          | 2:50,6     |
| 42    | FIN  | Kalevi Häkkinen      | 2:53,3     |
| 46    | USA  | Tom Corcoran         | 2:54,1     |
| 48    | YUG  | Janko Stefe          | 2:57,6;    |
| 51    | LIE  | Hermann Kindle       | 3:06,4     |
| 53    | ESP  | Juan Barriga         | 3:16,3     |
| 54    | ARG  | Osvaldo Ancinas      | 3:17,0     |
| 58    | IRN  | Esmahil Savogy       | 3:35,1     |
| 60    | IRN  | Ovaness Meguerdonian | 5:39,0     |

Weltmeister 1956: Toni Sailer (AUT)

Datum: 9. Februar 1958, 13:30 Uhr

Piste: „Graukogel“

Länge: 3520 m, Höhenunterschied: 915 m

Tore: 17
Am Start waren 65 Läufer, 60 von ihnen kamen ins Ziel.
Ausgeschieden u. a.: Fritz Wagnerberger (BRD)

Wichtigste und entscheidende Stellen waren die «Schneise Himmelreich» oberhalb 1720 m, die Kurven bei «Gruberschlag», das «Steintobel» mit einem anschließenden langgezogenen, sehr schnellen Linksbogen, der «Schachten», der Auslauf auf die «Heimalp» (1290 m) und das letzte Kontrolltor (viele Fahrer riskierten hier einen 20-m-Sprung).

Vorfahrer waren die beiden Österreicher Egon Zimmermann (bekannt als Zimmermann I) und Toni Mark.

Bei Toni Sailers Fahrt waren sich die Fachleute nicht ganz sicher, ob er, der mit großartiger neuer Zwischenbestzeit gemeldet worden war, mit all diesem von ihm genommenen Risiko ins Ziel kommen würde, denn im Training war er immer gestürzt. Obwohl Sailer schon mit Nr. 3 gefahren war, durfte man ihn auf Grund des Vorsprungs von 4,2 Sekunden auf Forrer schon als Sieger ansehen. Wallace „Bud“ Werner (USA), der bei der Zwischenzeit mit 1:33,5 als nur um 0,7 s langsamer als Sailer gestoppt worden war, fuhr nach Sturz (er rutschte 50 m zu Tal) mit einem Ski durch das Ziel und kam damit in die Wertung.

Mit Roger Staub, der als Zwölfter fuhr, erlebten die Schweizer eine freudige Überraschung. Er hatte sogar nur drei Zehntel Rückstand auf Sailer bei der Zwischenzeit; seine Endzeit (die ihm Silber brachte) war auch gut genug, um in der Kombination zur Bronzemedaille zu gelangen. In einer Abfahrt war der Aroser überhaupt noch nie ein besseres Rennen gefahren. Wie Sailer war auch er im Training (schwer) gestürzt, hatte zudem einen der in Badgastein häufigen Grippeanfälle knapp überwunden.

Nach den ersten 15 Fahrern sank das Leistungsniveau merklich ab, die Endzeiten näherten sich 2:40 Minuten. Corcoran stürzte fürchterlich, rettete sich aber ins Ziel.

Sailer erklärte seine Erfolge damit, dass er nebst Körperbeherrschung und dem gewissen Gefühl für den kürzesten Weg auch vorausdenken würde, er immer schon beim nächsten Tor, bei der nächsten Welle sei.

### Riesenslalom
| Platz | Land | Sportler             | Zeit (min) |
| ----- | ---- | -------------------- | ---------- |
| 1     | AUT  | Toni Sailer          | 1:48,8     |
| 2     | AUT  | Josef Rieder         | 1:52,6     |
| 3     | FRA  | François Bonlieu     | 1:53,9     |
| 3     | SUI  | Roger Staub          | 1:53,9     |
| 5     | USA  | Wallace Werner       | 1:54,5     |
| 6     | AUT  | Andreas Molterer     | 1:55,3     |
| 7     | JPN  | Chiharu Igaya        | 1:55,3     |
| 8     | FRA  | Adrien Duvillard     | 1:55,5     |
| 9     | AUT  | Egon Zimmermann I    | 1:55,8     |
| 10    | ITA  | Paride Milianti      | 1:56,2     |
| 11    | BRD  | Fritz Wagnerberger   | 1:57,3     |
| 11    | FRA  | Guy Périllat         | 1:57,3     |
| 13    | SUI  | Roland Bläsi         | 1:58,3     |
| 14    | BRD  | Benedikt Obermüller  | 1:58,8     |
| 15    | USA  | Tom Corcoran         | 1:58,9     |
| 16    | SUI  | Fredy Brupbacher     | 1:59,0     |
| 17    | BUL  | Georgi Dimitroff     | 2:01,7     |
| 18    | ITA  | Bruno Alberti        | 2:01,8     |
| 19    | ITA  | Gino Burrini         | 2:02,7     |
| ...   |      |                      |            |
| 21    | SUI  | Willy Forrer         | 2:02,9     |
| 22    | ČSR  | Jaroslav Bogdálek    | 2:03,5     |
| 23    | DDR  | Karl Süß             | 2:04,0     |
| 25    | POL  | Włodzimierz Czarniak | 2:04,3     |
| 26    | BRD  | Ludwig Leitner       | 2:05,2     |
| 27    | ISL  | Eysteinn Þórðarson   | 2:05,5     |
| 28    | SWE  | Bengt Blanck         | 2:06,0     |
| 30    | URS  | Alexandr Filatow     | 2:07,4     |
| 32    | NOR  | Sigurd Rokne         | 2:07,5     |
| 33    | CAN  | William Stevens      | 2:07,6     |
| 36    | FIN  | Ulf Ekstam           | 2:08,2     |
| 37    | ITA  | Roberto Siorpaes     | 2:09,2     |
| 40    | DDR  | Ernst Scherzer       | 2:10,5     |
| 44    | BOL  | René Farwig          | 2:12,4     |
| 46    | YUG  | Janko Stefe          | 2:15,4     |
| 48    | DDR  | Werner Lützendorf    | 2:16,8     |
| 53    | CAN  | John Semmelink       | 2:25,3     |
| 54    | ARG  | Vincente Ojeda       |            |
| 55    | LIE  | Hermann Kindle       | 2:31,3     |
| 58    | ESP  | Luis Sánchez         |            |
| 62    | IRN  | Reza Bazargan        |            |
| 63    | ESP  | Felipe Rigat         | 2:53,3     |

Weltmeister 1956: Toni Sailer (AUT)

Datum: 5. Februar 1958, 13:30 Uhr

Länge: 2400 m, Höhenunterschied: 602 m

Tore: 36.

Die Zuschauerzahl soll laut Angaben der Gendarmerie bei 55.000 gelegen haben, jedoch dürften es «nur» 20.000 bis 25.000 gewesen sein, was aber auch für ein Rennen während der Woche äußerst beachtlich war.

Am Start waren 77 Läufer, 63 von ihnen kamen ins Ziel.

Schwerer Sturz von Nr. 13 Charles Bozon (FRA), wobei er sich eine Verletzung der Wirbelsäule zuzog; er wurde mit dem Hubschrauber ins UKH Salzburg geflogen
Sailer wurde lt. «Sport Zürich» vom 7. Februar auf Seite 1 (Titel: «Toni Sailer, der „Skikönig“ von Cortina, hat die Krone wieder aufgesetzt») als ein Sportler beschrieben, der auch trotz all des Getues um ihn bescheiden geblieben war. Sein Laufstil würde nicht als äußerst schnell wirken, nur fahre er auch viel «mit Köpfchen», er sei körperlich sehr gewandt und geschmeidig und mit der Gabe ausgestattet, «intuitiv im richtigen Moment das Richtige zu tun», er sei in seinen Vorbereitungen gründlich, überlasse nichts dem Zufall, würde seine Möglichkeiten ohne Konzessionen an die Galerie weder über- noch unterschätzen, nehme nicht alles tierisch ernst oder überpedantisch und weise gegenüber seinen Konkurrenten ein weiteres entscheidendes Plus, nämlich Unbekümmertheit und Nervenstärke, auf. Auch im Riesenslalom fiel seine Spezialität auf, bei Richtungswechseln möglichst wenig Tempo zu verlieren, während andere dort ihre Kanten fest in den Schnee pressten. Andere würden abrutschen, er verlege nur das Gewicht, die Laufflächen liegen fast immer glatt.

In einer Rangliste Slalom und Riesenslalom kam zum Vorschein, dass die ersten Sechs nominell gleich geblieben waren – und dieses halbe Dutzend beherrsche die übrigen Teilnehmer gegenwärtig klar.

Aus Sicht des Schweizer Verbandes, von dem nur Roger Staub in der ersten Gruppe vertreten gewesen ist und er mit etwas Pech die letzte Startnummer (15) zugelost erhalten hatte, war aufgefallen, dass er – im Gegensatz zu den anderen Schweizern – keine schnellen Skier gehabt hatte, was möglicherweise daran lag, dass diese Skier schon recht oft im Einsatz gewesen sind. Die höheren Startnummern waren allerdings kein großer Nachteil für die übrigen SSV-Fahrer gewesen, weil es im späteren Verlauf kälter geworden war. Nach der bösen Überraschung im olympischen Riesenslalom war das Resultat zufriedenstellend. Zwar hatte Bläsi noch etwas Zeit verloren, nachdem er zuvor gut im Rennen gewesen war, trotzdem waren er, Brupbacher und Fritz Wagnerberger die einzigen der zweiten Startgruppe, die unter der Zwei-Minuten-Grenze blieben. Brubpacher konnte im Zielhang eine kritische Situation hervorragend meistern, denn eine vom Starter vor ihm, Sepp Behr, abrasierte Fahne beim Tor Nr. 53, welches schon Charles Bozon zum Verhängnis geworden war, hatte nicht mehr rechtzeitig ersetzt werden können, doch er fuhr entschlossen weiter. Auch Staub wäre dort beinahe gestrauchelt, denn er war hinter Bozon drangekommen, und da hatten die Streckenposten und andere Helfer sich noch um den Franzosen gekümmert und erst im letzten Moment wenigstens eine Torstange platziert. Willy Forrer war fulminant gestartet, hatte aber eine unruhige Fahrt mit einigen kleinen Griffen in den Schnee

François Bonlieu, vor vier Jahren noch im Schulalter und bereits Medaillengewinner in Åre, erfüllte die Erwartungen mit einer neuerlichen Medaille. «Bud» Werner fiel erneut durch sein Draufgängertum auf, das ihm aber die Bronzemedaille gekostet hatte, denn er war trotz eines Absitzers auf eine hervorragende Zeit. Seine Eigenart war es, zwischen den Toren die Stöcke unter die Arme zu nehmen. An Igaya fiel auf, dass er kräftig mit den Stöcken arbeitete. Molterer wurde zum wiederholten Mal Opfer seines kämpferischen Temperaments, er kam zweimal zum Stillstand. Auch dem vierten Österreicher, Egon Zimmermann (Skirennläufer, 1933), am Vortag noch fiebrig, ging es nicht besser. Sailer hatte laut Beobachtern beim Start gar nicht konzentriert gewirkt, habe auch vorerst manchmal die Ideallinie verpasst, ehe er sich fing, was auch an den Zeiten festzustellen war, denn er war erst im unteren Streckenteil am schnellsten.

Vorerst war der Riesenslalom von einem plötzlichen Föhneinbruch bedroht worden, es wurde eine Schneetemperatur von sogar plus 2 Grad (!) gemessen, und dazu kam die strahlend stechende Sonne. Kritikpunkt war auch noch im Ziel der Labungsstand von Ovomaltine, der an der falschen Seite aufgestellt war, so dass die erschöpften Fahrer erst an den Menschentrauben vorbeikommen mussten, jedoch blieben die Kollisionen ohne Zwischenfall.

### Slalom
| Platz | Land | Sportlerin          | Zeit (min) |
| ----- | ---- | ------------------- | ---------- |
| 1     | AUT  | Josef Rieder        | 1:55,1     |
| 2     | AUT  | Toni Sailer         | 1:55,8     |
| 3     | JPN  | Chiharu Igaya       | 1:56,7     |
| 4     | USA  | Wallace Werner      | 1:58,8     |
| 5     | SUI  | Roger Staub         | 2:01,9     |
| 6     | SUI  | Adolf Mathis        | 2:02,6     |
| 7     | SUI  | Bernard Perren      | 2:03,5     |
| 8     | AUT  | Anderl Molterer     | 2:04,0     |
| 9     | BRD  | Ludwig Leitner      | 2:05,2     |
| 10    | BRD  | Sepp Behr           | 2:08,9     |
| 11    | BRD  | Fritz Wagnerberger  | 2:09,7     |
| 12    | NOR  | Jan Torstensen      | 2:09,9     |
| 12    | SUI  | Roland Bläsi        | 2:09,9     |
| 14    | SUI  | Georges Schneider   | 2:10,1     |
| 15    | BRD  | Benedikt Obermüller | 2:12,1     |

Weltmeister 1956: Toni Sailer (AUT)

Datum: 2. Februar 1958, 10:30 (1. Lauf), 13:30 Uhr (2. Lauf)

Länge: 562 m, Höhenunterschied: 202 m

Tore: 68 (1. Lauf) / 69 (2. Lauf)

Am Start waren 77 Läufer, 48 von ihnen kamen ins Ziel.

Die Start-Nummern der ersten Sechs: 03 Rieder, 04 Sailer, 08 Igaya, 01 Werner, 12 Staub, 11 Mathis

Die weiteren wichtigen Platzierten (Zeitangaben in Sekunden): 7. (SUI) ; 8. (AUT) ; 9. (FRG) ; 10. (FRG) ; 11. (FRG) ; 12. ex aequo (NOR) & (SUI) ; 14. (SUI) ; 15. (FRG)

Sturz Nr. 10 Ernst Hinterseer (AUT) im 1. Lauf, damit ausgeschieden

Nach dem ersten Lauf führte Igaya mit 56,7 s; er lag exakt eine Sekunde vor Rieder; Sailer wies 1,6 s Rückstand auf.
Der Platzsprecher gab ab einer Stunde vor Rennbeginn alle fünf Minuten die Zeit durch: 9 Uhr 35, 9 Uhr 40..., damit sich die Läufer danach richten konnten, nicht zu spät zum Start zu kommen, doch dieses stete Memento schuf eine Stimmung, als sei Unheimliches unterwegs.

Sieger Rieder war ein «Überraschungsweltmeister», er war als feiner Techniker und bescheidener Läufer bekannt, der auch bei Niederlagen nie geklagt und nach Ausreden gesucht hatte. In den Sieger-Interviews blieb er eher ausweichend und antwortete manchmal verlegen.

Molterer, immer als Draufgänger bekannt, legte im ersten Lauf eine verhaltene Fahrt hin, auch Sailer fuhr nicht mit der von ihm gewohnten Weichheit, doch sein Instinkt verhalf ihm noch zur drittbesten Zeit. Bei Hinterseer verkanteten sich im oberen Drittel beide Skier zugleich, er geriet aus der Bahn. Auch im zweiten Lauf fuhr Molterer ohne Gefühl für Grenzwerte, während Sailer gelöster wirkte. Igaya fand den Rhythmus nicht, fuhr zwei Tore verkehrt an.

Igaya war ein Leichtgewicht, seine große Chance war im Slalom gelegen – und er hatte in einem nachher gegebenen Interview mit Martin Maier, der nebst der „Arbeiterzeitung Wien“ auch Glossen für „Sport Zürich“ schrieb, zugegeben, auf Grund seines Vorsprungs mit dem Sieg gerechnet zu haben. Diese Stunden zwischen dem ersten und zweiten Lauf wünschte er vergessen zu können, es seien „die Törichsten seines Lebens“ gewesen.

### Kombination
| Platz | Land | Sportler             | Punkte  |
| ----- | ---- | -------------------- | ------- |
| 1     | AUT  | Toni Sailer          | 0,36    |
| 2     | AUT  | Josef Rieder         | 6,36    |
| 3     | SUI  | Roger Staub          | 8,63    |
| 4     | JPN  | Chiharu Igaya        | 12,06   |
| 5     | AUT  | Andreas Molterer     | 12,57   |
| 6     | SUI  | Roland Bläsi         | 18,93   |
| 7     | USA  | Wallace Werner       | 19,28   |
| 8     | BRD  | Ludwig Leitner       | 23,77   |
| 9     | BRD  | Benedikt Obermüller  | 24,49   |
| 10    | ITA  | Bruno Alberti        | 24,84   |
| 11    | NOR  | Asle Sjaastad        | 27,81   |
| 12    | ČSR  | Jaroslav Bogdálek    | 31,16   |
| 13    | URS  | Alexandr Filatow     | 38,64   |
| 14    | JPN  | Masoru Sonobe        | 38,95   |
| 15    | CAN  | John Platt           | 41,37   |
| 16    | USA  | Tom Corcoran         | 45,57   |
| ...   |      |                      |         |
| 18    | DDR  | Ernst Scherzer       | 53,43   |
| 20    | FIN  | Kalevi Häkkinen      | 57,82   |
| 21    | YUG  | Janko Stefe          | 61,69   |
| 22    | ESP  | Francisco Rigat      | 120,85  |
| 23    | IRN  | Ovaness Meguerdonian | 194,424 |

Weltmeister 1956: Toni Sailer (AUT)

Am Start waren 77 Läufer, 23 von ihnen klassierten sich. Die Positionen wurden nach einem Punktesystem aus den Ergebnissen der Abfahrt, des Riesenslaloms und des Slaloms ermittelt.
Das Interesse vor der abschließenden Abfahrt galt auch der in der damaligen Ära noch hoch eingeschätzten Kombination, in der Sailer mit 0,36 Punkten vor Rieder (2,00), Igaya (5,79), Werner (6,27), Staub (7,41), Molterer (9,62), Wagnerberger (14,04), Bläsi (14,60), Obermüller (16,48) und Ludwig Leitner (17,75) führte.

In der Entscheidung vergab der Amerikaner Bud Werner durch seinen Sturz in der Abfahrt, der ihn dort (mit rund 20 Sekunden Rückstand auf die Siegerzeit) auf Rang 37 zurückwarf, nicht nur eine mögliche Spezial-, sondern höchstwahrscheinlich auch eine Kombinationsmedaille. Igaya zeigte einer seinen Verhältnissen entsprechende gute Abfahrtsleistung (ca. 10 Sekunden auf den Sieger verloren), womit er den ehrenvollen vierten Platz belegte.

## Frauen

### Abfahrt
| Platz | Land | Sportlerin                 | Zeit (min) |
| ----- | ---- | -------------------------- | ---------- |
| 1     | CAN  | Lucille Wheeler            | 2:12,1     |
| 2     | SUI  | Frieda Dänzer              | 2:12,4     |
| 3     | ITA  | Carla Marchelli            | 2:12,5     |
| 4     | ITA  | Pia Riva                   | 2:14,6     |
| 5     | AUT  | Josefa Frandl              | 2:15,7     |
| 6     | NOR  | Astrid Sandvik             | 2:16,0     |
| 7     | CAN  | Anne Heggtveit             | 2:16,3     |
| 8     | BRD  | Hannelore Basler           | 2:16,5     |
| 9     | BRD  | Anneliese Meggl            | 2:17,1     |
| 10    | USA  | Penny Pitou                | 2:17,3     |
| 11    | FRA  | Suzanne Thiollière-Guirand | 2:17,5     |
| 12    | NOR  | Berit Stuve                | 2:17,9     |
| 12    | NOR  | Marit Haraldsen            | 2:17,9     |
| ...   |      |                            |            |
| 15    | AUT  | Lotte Blattl               | 2:18,0     |
| 20    | AUT  | Thea Hochleitner           | 2:19,3     |
| 20    | FRA  | Édith Bonlieu              | 2:19,3     |
| 33    | SUI  | Annemarie Waser            | 2:29,2     |
| 39    | AUT  | Hilde Hofherr              | 2:45,9     |

Weltmeisterin 1956: Madeleine Berthod (SUI)

Datum: 6. Februar 1958, 11:00 Uhr

Piste: „Graukogel“

Länge: 2400 m, Höhenunterschied: 590 m

Tore: 27
Am Start waren 40 Läuferinnen, alle kamen ins Ziel.

Von Seiten der Schweizer hatte die Startnummernauslosung eine unangenehme Überraschung gebracht, denn nur Dänzer hatte mit Nr. 2 einen Platz unter den ersten 15 erhalten, während Wasers Nr. 30 angesichts der dritten Ränge in der Hahnenkamm-Kombination und nun hier im Weltmeisterschafts-Slalom kaum begriffen werden konnte. Dass Margit Gertsch (Nr. 17) und Margit Looser (Nr. 29) nicht derart berücksichtigt worden waren, hatte man verstehen können.

Der Start erfolgte auf 1.657 m an der eigens für diese Abfahrt konstruierten Ausstiegsstelle der zweiten Station des Graukogel-Liftes inmitten einer ausgeholzten Waldschneise. Der obere Streckenteil glich einem schnellen natürlichen Riesenslalom und stellte technisch, aber auch hinsichtlich Routenwahl taktisch hohe Ansprüche; nach dem Steilhang (vier Kehren dienten der Geschwindigkeitsreduzierung) verlief die Strecke parallel zu jener der Herrenabfahrt; im letzten Steilhang waren keine Tore gesetzt worden. Das Ziel auf der Schmelzwiese war mit dem des Damenslaloms und Herren-Riesenslaloms identisch.

Die Piste befand sich in hervorragendem Zustand, lediglich weit oben, wo sie am vorherigen Tag unter dem Einfluss der Sonne gestanden war, wies sie einige rauere Stellen auf.

Hinsichtlich der Favoritinnen war Frieda Dänzer am häufigsten genannt worden, daneben waren es Hofherr, Hochleitner, Frandl, Suzanne Thiollière, Vera Schenone (sie eröffnete das Rennen), Marchelli, Wheeler und einige Norwegerinnen.

Charakteristik waren die außergewöhnlich geringen Zeitdifferenzen, was darin erklärt wurde, dass die Strecke doch nicht allzu schwer war und daher nicht sehr klassierte.
Fast hätte es knapp vor Rennschluss noch eine Sensation gegeben, denn mit Nr. 40 war die 19-jährige Jerta Schir (ITA) mit bester Zwischenzeit (67,4 s – im Vergleich dazu hatten Wheeler 68,4 s, Dänzer 69,0 s und Marchelli 67,7 s) gemeldet worden und sie raste mit unvermindertem Tempo in den Zielhang ein, wo sie bei einem der letzten Tore zu Sturz kam – ihre Endzeit von ca. 2:23 Min. deutete an, dass die Überraschung sonst perfekt gewesen wäre.

Keine der Österreicherinnen blieb unter 2:15 min, und Hofherr verscherzte sich zudem mit zwei Stürzen im Zielhang auch alle Kombinations-Chancen. Pech hatte auch Annemarie Waser, die einen Stock verloren hatte, deren Endzeit (2:29,2 Min.) sie auch der Kombinationschancen beraubte.

### Riesenslalom
| Platz | Land | Sportlerin          | Zeit (min) |
| ----- | ---- | ------------------- | ---------- |
| 1     | CAN  | Lucille Wheeler     | 1:54,6     |
| 2     | USA  | Sally Deaver        | 1:55,1     |
| 3     | SUI  | Frieda Dänzer       | 1:55,4     |
| 4     | SUI  | Annemarie Waser     | 1:55,5     |
| 5     | FRA  | Danièle Télinge     | 1:55,6     |
| 6     | NOR  | Berit Stuve         | 1:56,4     |
| 7     | ITA  | Pia Riva            | 1:56,6     |
| 8     | ITA  | Jerta Schir         | 1:56,8     |
| 9     | AUT  | Thea Hochleitner    | 1:56,9     |
| 10    | NOR  | Inger Bjørnbakken   | 1:57,3     |
| 11    | AUT  | Josefa Frandl       | 1:58,3     |
| 11    | ČSR  | Ludmilla Richvalská | 1:58,3     |
| ...   |      |                     |            |
| 14    | FRA  | Arlette Grosso      | 1:59,0     |
| 15    | CAN  | Anne Heggtveit      | 2:00,0     |
| 16    | BRD  | Sonja Sperl         | 2:02,3     |
| 17    | NOR  | Astrid Sandvik      | 2:03,2     |
| 18    | SUI  | Liselotte Michel    | 2:04,0     |
| 19    | GBR  | Sue Holmes          | 2:05,1     |
| 22    | YUG  | Slavisa Zupančič    | 2:08,4     |
| 23    | SUI  | Margit Gertsch      | 2:09,9     |
| 25    | AUT  | Kathi Hörl          | 2:12,9     |
| 26    | ITA  | Vera Schenone       | 2:13,1     |
| 27    | URS  | Jewgenija Sidorowa  | 2:14,0     |
| 28    | BRD  | Hannelore Basler    | 2:14,5     |
| 29    | BRD  | Ingeborg Knott      | 2:19,9     |
| 30    | USA  | Linda Meyers        | 2:21,5     |
| 31    | POL  | Anna Kubic          | 2:22,6     |
| 33    | BRD  | Anneliese Meggl     | 2:33,2     |
| 34    | ESP  | Marian Navarro      | 2:41,3     |

Weltmeisterin 1956: Ossi Reichert (FRG) (Karriere beendet)

Datum: 8. Februar 1958, 13:30 Uhr

Piste: „Hellbrunnenbüchl“

Länge: 1650 m, Höhenunterschied: 407 m

Tore: 55 (Kurssetzer Toni Seelos)
Am Start waren 42 Läuferinnen, 36 von ihnen kamen ins Ziel.
Ausgeschieden u. a.: Suzanne Thollière-Guirand (FRA), Carla Marchelli (ITA), Hilde Hofherr (AUT), Édith Bonlieu (FRA). – Anmerkung: bei den Österreicherinnen startete Kathi Hörl statt der mit Nr. 10 ausgelosten Lotte Blattl.
Als letzter Damenbewerb, stand das Rennen auch im Blickwinkel der Kombination, weshalb die Zeitungsberichte beide Entscheidungen miteinander verbanden. Frieda Dänzer, die mit verstauchtem Knöchel antrat, wählte eine durch den Schweizer Trainer Ernst Anderegg, der sich angesichts der möglichen Kombinations-Goldmedaille eigens um sie kümmerte, verordnete andere Linie in einer recht kniffligen Torreihenfolge, womit sie nicht nur an dieser Stelle einige Zehntelsekunden gewann, sondern auch noch den Schwung für die nächstfolgende Traverse mitnehmen konnte. Nach dem Rennen gab sie zu, dass sie Mühe hatte, das Pensum durchzustehen – sie sei „nervös wie nie zuvor gewesen, als das Ziel in Sicht kam“. Von den übrigen SSV-Fahrerinnen verfehlte Waser die Bronzemedaille nur um eine Zehntelsekunde, Liselotte Michel wirkte etwas steif und erreichte nicht mehr die Form, die sie noch in Grindelwald gezeigt hatte. Margit Gertsch schien das Selbstvertrauen zu fehlen, sie rutschte fast bei jedem Tor ab – sie hatte aber auch ein (unverschuldetes) Manko an Trainingsstunden.

Das einer Abfuhr gleichkommende Resultat der völlig deroutierten ÖSV-Damen bedeutete das Ende der «alten Garde»; um in zwei Jahren bei Olympia in Squaw Valley mitreden zu können, mussten Nachwuchskräfte herangebildet werden, wie es auch die Italienerinnen vorbildlich getan hatten.

Im konkreten Rennverlauf mussten nebst Putzi Frandl auch andere ihre Medaillenhoffnungen begraben: Thiollière-Guirand fuhr auf Biegen und Brechen, schied bereits nach dem ersten großen Steilhang aus. Carla Marchelli, bei der sich ihre Verletzung in den vielen Toren bemerkbar gemacht hatte, tat regelrecht knapp vor dem Ziel einen Müdigkeitssturz, bei dem sie sich erneut verletzte. Dafür bestätigten Pia Riva und Jerta Schir das gute Gesamtresultat der Italienerinnen aus der Abfahrt. Auch Anne Heggtveit hatte mit Chancen auf Bronze aspiriert, sie kam im unteren Teil aus dem Konzept, während Astrid Sandvik schon im Steilhang ins Hintertreffen geriet, weil sie zurücksteigen musste.

### Slalom
| Platz | Land | Sportlerin                 | Zeit (min) |
| ----- | ---- | -------------------------- | ---------- |
| 1     | NOR  | Inger Bjørnbakken          | 1:45,6     |
| 2     | AUT  | Josefa Frandl              | 1:47,0     |
| 3     | SUI  | Annemarie Waser            | 1:47,4     |
| 4     | NOR  | Astrid Sandvik             | 1:48,9     |
| 5     | FRA  | Suzanne Thiollière-Guirand | 1:49,3     |
| 6     | AUT  | Hilde Hofherr              | 1:49,8     |
| 7     | NOR  | Berit Stuve                | 1:50,2     |
| 8     | CAN  | Anne Heggtveit             | 1:50,8     |
| 8     | SUI  | Frieda Dänzer              | 1:50,8     |
| 10    | FRA  | Danièle Telinge            | 1:51,20    |
| 11    | SUI  | Liselotte Michel           | 1:52,40    |
| 12    | URS  | Jewgenija Sidorowa         | 1:52,9     |
| 13    | ITA  | Jole Poloni                | 1:53,0     |
| 14    | CAN  | Lucille Wheeler            | 1:53,1     |
| 15    | USA  | Linda Meyers               | 1:53,7     |
| 16    | POL  | Barbara Grocholska         | 1:54,2     |
| ...   |      |                            |            |
| 18    | AUT  | Liesl Mittermayer          | 1:54,4     |
| 19    | USA  | Sally Deaver               | 1:55,0     |
| 20    | YUG  | Slavisa Zupančič           | 1:55,9     |
| 21    | ITA  | Jerta Schir                | 1:56,9     |
| 23    | ITA  | Carla Marchelli            | 1:59,0     |
| 24    | BRD  | Anneliese Meggl            | 1:59,1     |
| 25    | USA  | Betsy Snite                | 1:59,3     |
| 28    | BRD  | Inge Knott                 | 2:00,0     |
| 29    | BRD  | Sonja Sperl                | 2:01,0     |
| 30    | AUT  | Lotte Blattl               | 2:11,5     |
| 34    | GBR  | Sue Holmes                 | 2:17,9     |

Weltmeisterin 1956: Renée Colliard (SUI)

Datum: 3. Februar 1958, 10:00 (1. Lauf), 13:00 Uhr (2. Lauf)

Höhenunterschied: 175 m

Tore: je 48 – Kurssetzer Ernst Oberaigner (AUT) (1. Lauf) und Kjeld Borge Andersen (NOR) (2. Lauf)

Am Start waren 41 Läuferinnen, 34 von ihnen kamen ins Ziel.

Die Zuschauerzahl wurde auf 4000 bis 5000 geschätzt. Es hatte zum zweiten Lauf hin einen leichten Temperaturanstieg gegeben.

Die ersten 3 Läuferinnen fuhren in beiden Durchgängen auch jeweils die beste, zweitbeste und drittbeste Zeit, wobei Siegerin Bjørnbakken in 53,9 s ihren Vorsprung im ersten Lauf (1,3 s schneller als Frandl) herausholte, während im 2. Lauf die Laufzeiten (51,7; 51,8; 51,9) eng beisammen lagen. – Waser hatte nach dem ersten Lauf 55,5 s, sie lag damit ex aequo mit Susanne Thiollière auf Rang 3, auch Dänzer und Astrid Sandvik in je 55,6 hatten auf Rang 5 eine ex-aequo-Platzierung, dasselbe galt auf Rang 7 Berit Stuve und Colliard mit 55,8; es folgten Heggtveit (56,2), Hofherr (56,4), Siderowa (56,7); Hannelore Basler war auf Rang 13 (57,0), Liselotte Michel auf Rang 16 (58,0) und Liesi Mittermayer auf Rang 20 (58,6). – Im zweiten Lauf war Sandvik Vierte (53,3) vor Hofherr (53,4), Michel und Stuve fuhren die achtbeste Zeit (54,4), Dänzer in 55,3 war Vierzehnte.

Sturz und Verletzung von Nr. 8 Renée Colliard (SUI), die damit für die weiteren Rennen ausfiel – sie hätte, an den Zwischenzeiten gemessen, um die 51 bis 52 Sekunden erreicht, doch im achtletzten Tor konnte sie ihren Talski nicht mehr richtig einwärts ziehen, touchierte eine Torstange, blieb mit der Skispitze im Schnee hängen und stürzte dann, körpervoran, in der Falllinie abwärts.
Aus Schweizer Sicht wurde hinsichtlich der gerade erst 18 Jahre jung gewordenen Annemarie Waser wurde vermerkt, dass sie eine Slalomfahrerin der Zukunft sein werde, im zweiten Lauf, der zum Attackieren einlud, habe sie keine Nervenbelastung gezeigt und sei volles Tempo gefahren. Frieda Dänzer habe sich in eine gute Ausgangslage für die Kombination gebracht, und da sie diese Chancen nicht aufs Spiel setzen wollte und ihre stärkeren Disziplinen noch bevorstanden, riskierte sie weniger. Liselotte Michel habe gute Figur gemacht, wenngleich sie dazu kommen konnte, in den Kampf um die Medaillen einzugreifen.

Als Gesamteindruck war festzustellen, dass es im Damenslalom nicht derart immense Klassenunterschiede wie bei den Herren gibt. Auch Fahrerinnen mit höchsten Startnummern haben ausgezeichnete Leistungen und erstaunliche Zeiten geboten. So war Jerta Schir mit der letzten Start-Nummer im ersten Lauf noch 58,2 s gefahren, was auch darauf zurückzuführen war, dass es während des Rennens kälter geworden war. Erstaunlich war die Leistung von Susanne Thiollière, die man nicht mehr als «Häschen» bezeichnen konnte, während Carla Marchelli nicht im Vollbesitz ihrer Kräfte zu sein schien und damit für die Kombinationswertung nicht mehr in Frage kommt. Den schönsten Stil zeigte die Polin Grocholska (engste Skiführung), nur war sie damit „in Schönheit gestorben“.

Es war für die Fachleute nicht so sehr überraschend, dass eine Norwegerin Weltmeisterin geworden war, denn dass Norwegen
über hervorragende Slalomläufer und -Läuferinnen verfügt, war bekannt – überraschend war, dass gleich drei Norwegerinnen auf den ersten sieben Plätzen klassiert waren. Der Zielhang dieses Slaloms wurde als einer der steilsten bezeichnet, wobei es den beiden Kurssetzern gelungen war, die 48 Tore so zu stecken, dass sich der Parcours für ein Damenrennen sehr gut eignete. Es waren weiche, runde und rhythmische Läufe, wobei der von Oberaigner gesetzte Kurs für Weltmeisterschaften etwas zu leicht schien. Dies wurde dadurch bewiesen, dass bei ihm die ersten 23 im Klassement unter einer Minute geblieben sind, es nicht eine schärfere Selektionierung gegeben hatte. Frandl als dritte Starterin im zweiten Lauf (allerdings die Start-Nr. 66 umgehängt, da sie die Originalnummer im Hotel vergessen hatte) schraubte die Laufbestzeit von 53,4 s der vor ihr ins Rennen gegangenen Kameradin Hofherr auf 51,8 s herab, wodurch die Frage nach der Weltmeisterin wieder offen schien. Doch Bjørnbakken war an diesem Montag-Nachmittag nicht zu schlagen.

In einer Betrachtung zum norwegischen Erfolg wurde festgestellt, dass nach Borghild Niskins Abgang eine neue, verjüngte Mannschaft aufgebaut worden war. 1956 habe der Slalom- und Kombinationserfolg von Astrid Sandvik am Hahnenkamm bereits für Aufsehen gesorgt. Zwar sei bei Olympia 1956 (bis auf Bjørnbakkens sechsten Slalomrang) wenig erreicht worden, auch 1956/57 sei das Team in Mitteleuropa nicht in Erscheinung getreten (nur Bjørnbakken in den USA) – und diesen Winter habe der Schneemangel dazu geführt, dass die vier in Oslo lebenden Mädchen nach Norefjell reisten, wo sie auf Eishängen Slalom trainiert haben. Die Mannschaft, die erstaunlicherweise keinen Trainer besitzt, ist um Neujahr herum nach Mitteleuropa gereist. Während in Grindelwald erwartungsgemäß noch wenig herausgeschaut hatte, war in Kitzbühel schon die erste Überraschung mit Berti Stuves Kombinationssieg (Rang 2 im Slalom; Bjørnbakken auf Rang 5) gegeben hat, Sandvik war Abfahrts-Fünfte geworden. Die Siegerin glaubte, dass es kein Nachteil gewesen sei, praktisch untrainiert nach Grindelwald zu kommen – denn damit kam Bad Gastein gerade zur rechten Zeit. Sie bezeichnete ihren Sieg „als Glück; sie habe nie an die Möglichkeit eines Sieges geglaubt; wenn schon Norwegen, dann Sandvik, denn sie habe die Teamkollegin noch nie schlagen können, ihre Meistertitel habe sie immer in Sandviks Abwesenheit errungen. Erst mit der Bestzeit nach dem ersten Lauf habe sie zu hoffen begonnen, sich aber nicht zu viele Gedanken gemacht.“

### Kombination
| Platz | Land | Sportlerin           | Punkte |
| ----- | ---- | -------------------- | ------ |
| 1     | SUI  | Frieda Dänzer        | 3,80   |
| 2     | CAN  | Lucille Wheeler      | 4,33   |
| 3     | AUT  | Josefa Frandl        | 6,12   |
| 4     | NOR  | Berit Stuve          | 8,14   |
| 5     | FRA  | Danièle Télinge      | 8,70   |
| 6     | CAN  | Anne Heggtveit       | 9,99   |
| 7     | NOR  | Astrid Sandvik       | 11,24  |
| 8     | USA  | Sally Deaver         | 12,24  |
| 9     | SUI  | Annemarie Waser      | 13,94  |
| 10    | ITA  | Jerta Schir          | 16,38  |
| 11    | BRD  | Sonja Sperl          | 23,86  |
| 12    | URS  | Jewgenija Sidorowa   | 28,46  |
| 13    | USA  | Linda Meyers         | 29,36  |
| 14    | YUG  | Slava Zupančič       | 31,23  |
| 15    | BRD  | Ingeborg Knott       | 33,59  |
| 16    | GBR  | Sue Holmes           | 35,80  |
| ...   |      |                      |        |
| 18    | BRD  | Anneliese Meggl      | 39,80  |
| 19    | POL  | Anna Kubic           | 40,27  |
| 20    | ČSR  | Ludmilla Richvalská  | 41,70  |
| 21    | URS  | Stalina Korsutschina |        |

Weltmeisterin 1956: Madeleine Berthod (SUI)

Am Start waren 41 Läuferinnen, 21 von ihnen klassierten sich. Die Positionen wurden nach einem Punktesystem aus den Ergebnissen der Abfahrt, des Riesenslaloms und des Slaloms ermittelt.

Die Kombinationsentscheidung hatte sich vor dem Riesenslalom höchst zugespitzt. Dänzer führte mit 3,21 Punkten, somit 0,18 vor Frandl und 4,33 vor Wheeler. Es kamen auch noch Sandvik (4,89 zurück), Thiollière (6,00) und Heggtveit (6,01) in Betracht.

## Medaillenspiegel
| Platz | Land               |   |   |   |   |
| ----- | ------------------ | - | - | - | - |
| 1     | Österreich         | 4 | 4 | 1 | 9 |
| 2     | Kanada             | 2 | 1 | — | 3 |
| 3     | Schweiz            | 1 | 2 | 4 | 7 |
| 4     | Norwegen           | 1 | — | — | 1 |
| 5     | Vereinigte Staaten | — | 1 | — | 1 |
| 6     | Frankreich         | — | — | 2 | 2 |
| 7     | Italien            | — | — | 1 | 1 |
| 7     | Japan              | — | — | 1 | 1 |